# Allisyn Ashley Arm
Allisyn Ashley Arm (* 25. dubna 1996 Glendale) je americká herečka. Ve známost vešla rolí Zory Lancasterové v americkém seriálu Sonny ve velkém světě.

## Časné mládí
Již v mládí měla možnost vidět množství filmu a seriálů, kterými byla fascinována, takže její rodiče své dceři nebránili, když začala navštěvovat lekce herectví. Krátce na to se ji ujal manažer na Buchwald Talent Group, který podepsal s jejími rodiči smlouvu na čtyři a půl roku.
Její první filmová práce byla komerční záležitost na papírové ručníky Bounty, která se nakonec nevysílala. Navzdory tomu, že její první pokus o komerční filmování nevyšlo, pokračovala v lekcích a nakonec hrála v mnoha televizních reklamách. V květnu 2002 byla obsazena v jejím prvním televizním seriálu. Byl to seriál Silná lékařství. Poté hrála v epizodní role v seriálu Přátelé, 10-8, The Miracles (Zázraky), a Soudkyně Amy. Objevila se ve filmu Man of the House, King of California a Twilight s Ashley Greeneovou. V roce 2009 hrála Zoru Lancasterovou v původní komediální teenagerské situační komedii Sonny ve velkém světě na kabelové televizi Disney Channel, kterou vytvořil producent Steve Marmel. V roce 2011 byla hostující hvězda na Zora Jak Bell Rings.